# Всемирный дом справедливости
Всемирный дом справедливости (араб. بيت العدل الأعظ‎, Байт аль-Адль-и-Азам) — верховный духовный и административный орган Веры Бахаи. Впервые выбран 21 апреля 1963 года. В настоящее время состоит из 9 человек, хотя, согласно положениям Китаб-и-Агдас, членов может быть и больше. Бахаи считают Всемирный Дом Справедливости безошибочным органом, согласно словам самого Бахауллы: «Бог воистину вдохновит их на то, что Ему угодно…».

## История

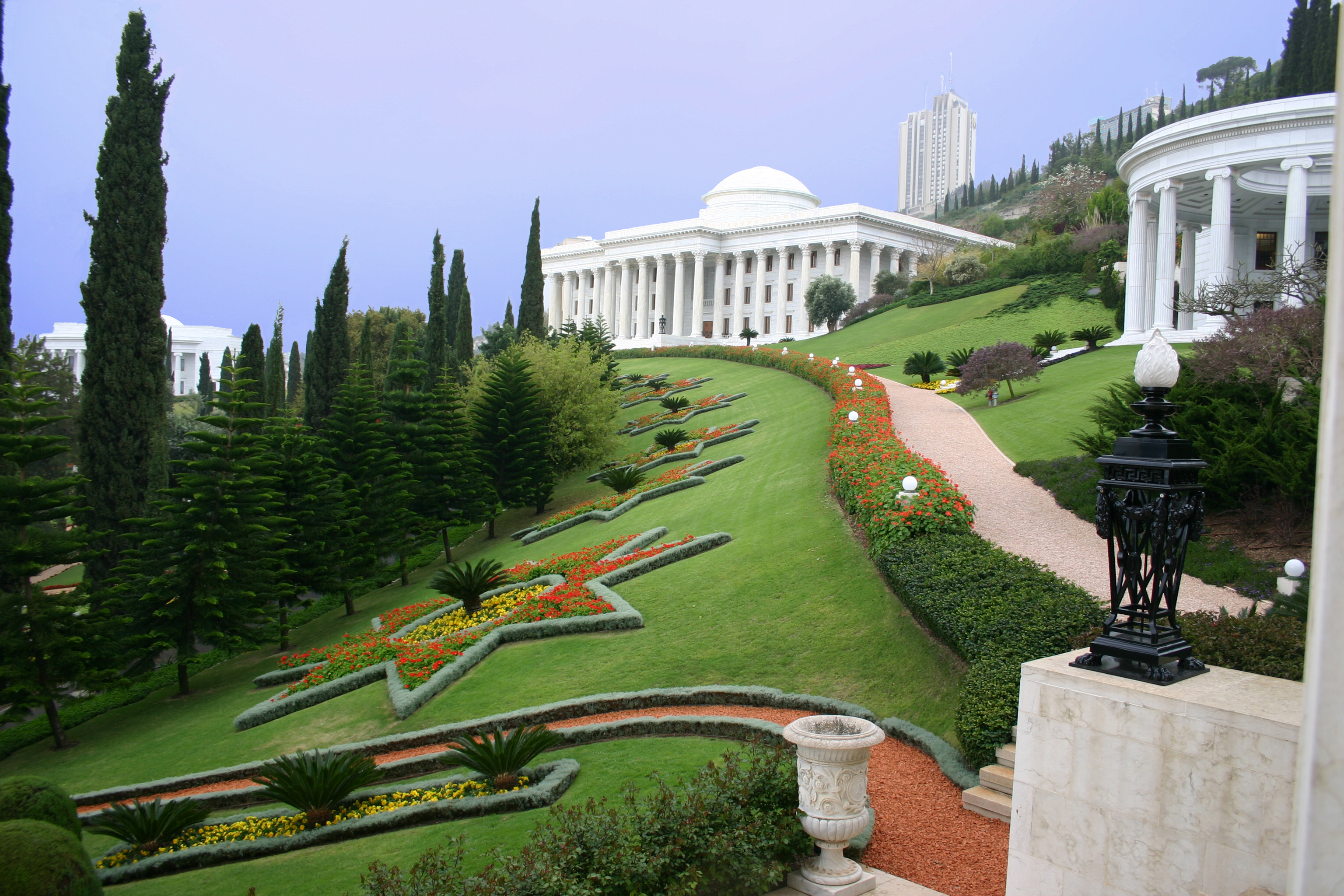
Резиденция Всемирного Дома Справедливости на склоне горы Кармель, г. Хайфа, Израиль

В Китаб-и-Агдас Бахаулла, формулируя те или иные законы, не всегда чётко оговаривает, имеется ли в виду Всемирный Дом Справедливости или Местный Дом Справедливости, при том что в Книге даётся повеление об учреждении обоих этих органов. Обычно Он говорит просто о Доме Справедливости, оставляя открытым для последующего уточнения вопрос об уровне или уровнях системы, к которым будет применяться каждое правило. Дополнительные упоминания о Всемирном Доме Справедливости содержатся также в «Скрижалях Бахауллы, явленных после Китаб-и-Агдас».
Абдул-Баха в своём Завещании детализировал устройство Административной Системы бахаи и разъяснил функции и методику выборов институтов различного уровня, в том числе и Всемирного Дома Справедливости. Именно в этом документе впервые употреблён термин «Всемирный Дом Справедливости», а также предписано создание «Домов Справедливости второго уровня», предтечами которых являются Национальные Духовные Собрания.
В 1951 г. Шоги Эффенди, Хранитель Веры Бахаи, назначил Международный Совет Бахаи (International Bahá'í Council) из девяти человек в преддверии избрания Всемирного Дома Справедливости. В 1961 г. этот орган стал выборным, в голосовании принимали участие все Национальные Духовные Собрания.
В 1963 г., по завершении очередного плана распространения Веры (названного «Десятилетним крестовым походом», Ten Year Crusade) и шесть лет спустя после смерти Шоги Эффенди, 56 Национальных Духовных Собраний приняли участие в выборах первого состава Всемирного Дома Справедливости. Это произошло в Хайфе, в доме Абдул-Баха, после чего результаты были оглашены в Лондоне, на Первом Всемирном Конгрессе последователей Веры Бахаи, в столетний юбилей провозглашения Бахауллой своей миссии в саду Ридван.

## Процедура выборов
Всемирный Дом Справедливости избирается раз в пять лет в ходе трёхступенчатого тайного голосования. На первом этапе бахаи всего мира в своих избирательных округах ежегодно выбирают делегатов на Национальный Съезд бахаи. Делегаты на Съезде, проходящем раз в год, выбирают членов Национального Духовного Собрания. Раз в пять лет члены всех Национальных Духовных Собраний мира съезжаются на Всемирный Съезд, чтобы выбрать членов верховного органа — Всемирного Дома Справедливости.
Выборы бахаи проходят без выдвижения кандидатур и предвыборной агитации — бахаи считают эти практики бездуховными и «отвратительными даже по названию». Избиратель должен голосовать «за тех, поддержать кого его побуждают молитва и размышление».
Во Всемирный Дом Справедливости могут выбираться только мужчины-бахаи старше 21 года. Вот как комментировал этот вопрос Абдул-Баха:

Согласно установлениям Божьей Веры, женщины равны мужчинам во всех правах, за исключением членства во Всемирном Доме Справедливости, ибо в тексте Книги было сказано, что как глава, так и члены Дома Справедливости суть мужчины. Однако во всех прочих органах — в Комитете строительства Храма, в Комитете по обучению, в Духовном Собрании и в благотворительных и научных ассоциациях женщины обладают теми же правами, что и мужчины.

Всемирный Дом Справедливости объясняет:

Что касается статуса женщин, бахаи важно помнить, что ввиду категоричного утверждения Писаний бахаи о равенстве мужчин и женщин, исключение женщин из состава Всемирного Дома Справедливости не является свидетельством превосходства мужчин над женщинами. Следует также помнить, что женщины не исключаются из какого-либо иного международного института Веры. Их можно найти в рядах Десниц Дела Божьего. Они служат членами Международного Центра по обучению и в качестве Континентальных Советников. Также в Тексте нет ничего, что препятствовало бы женщинам участвовать в таких будущих международных органах, как Верховный Трибунал.

## Задачи и функции
Сам Всемирный Дом Справедливости заявляет в своей конституции: «Факт создания, полномочия, обязанности и сфера деятельности Всемирного Дома Справедливости обязаны целиком и полностью богооткровенному Слову Бахауллы, которое, вместе с толкованиями и разъяснениями Абдул-Баха и Шоги Эффенди... служат для Всемирного Дома Справедливости непреложным руководством и являются его незыблемым основанием». 
Всемирный Дом Справедливости руководит ростом и развитием всей мировой общины бахаи. Вот некоторые из его обязанностей:
- Развитие личных и коллективных духовных качеств бахаи
- Сохранение оригиналов Священных Текстов бахаи
- Защита всемирной общины бахаи
- Сохранение и развитие мирового духовного и административного центра Веры Бахаи
- Поощрение роста и развития всемирной общины бахаи

Помимо этого, Бахаулла возложил на Всемирный Дом Справедливости обязанность продвигать позитивные ценности, способствовать процветанию человечества и установлению мира во всём мире, трудиться «для просвещения народов, развития стран, защиты человека и сохранения его чести». "
Всемирный Дом Справедливости опирается на выборные управляющие органы национального и местного уровня — Национальные Духовные Собрания и Местные Духовные Собрания. Всемирный Дом Справедливости также создал ряд вспомогательных институтов с целью поддержки своей работы по всему миру, в частности, Континентальные Коллегии Советников и Международный Центр обучения

### Юрисдикция
Всемирный Дом Справедливости также призван вести законотворческую работу, разъясняя вопросы, не упомянутые в Священных Текстах. Он имеет право отменять собственные решения, но не законы, явленные Бахауллой.
«... Всемирный Дом Справедливости должен принимать решения по предметам, которые непосредственно не явлены в Учении... их неотъемлемое и исключительное право — выносить вердикт и принимать окончательное решение по тем законам и предписаниям, что не были открыто явлены Бахауллой... Ни Хранитель Веры, ни какой-либо другой институт, помимо Международного Дома Справедливости, никогда не сможет узурпировать эту жизненно важную и фундаментальную власть или покуситься на это священное право».
В той же книге Шоги Эффенди упоминает некоторые вопросы, которые специально были оставлены на усмотрение Всемирного Дома Справедливости, чтобы он принимал по ним решения в постоянно меняющихся обстоятельствах.
«Без другого, не менее важного института — Всемирного Дома Справедливости,— эта Система, завещанная через Волю Абдул-Баха, оказалась бы парализованной, будучи не в состоянии заполнить те пробелы, которые намеренно оставил Автор Китаб-и-Агдас в своде Своих административных и законодательных предписаний».
Всемирный Дом Справедливости венчает собой пирамиду Административного Порядка Веры Бахаи, включающую «избираемую ветвь» (Духовные Собрания) и «назначаемую ветвь» (Десницы Дела Божиего и Институт Советников).

## Месторасположение
Резиденция Всемирного Дома Справедливости расположена на склоне горы Кармель в г. Хайфа, Израиль.  Месторасположение Всемирного Дома Справедливости было указано Бахауллой в его Скрижали горы Кармель.